# Radkivka (Stețkivka), Sumî
Radkivka (în ucraineană Радьківка) este un sat în comuna Stețkivka din raionul Sumî, regiunea Sumî, Ucraina.

## Demografie
Componența lingvistică a localității Radkivka
     Ucraineană (96,45%)
     Rusă (3,55%)
Conform recensământului din 2001, majoritatea populației localității Radkivka era vorbitoare de ucraineană (96,45%), existând în minoritate și vorbitori de rusă (3,55%).